# Mirdametinib
Mirdametinib ist ein Arzneistoff aus der Gruppe der Proteinkinaseinhibitoren. Unter dem Namen Gomekli (Hersteller: SpringWorks Therapeutics) wurde er im Februar 2025 in den USA zugelassen zur oralen Behandlung der Neurofibromatose Typ 1 (NF1, Morbus Recklinghausen), einer Erbkrankheit, bei der sich gutartige Tumoren unter oder auf der Haut im Bereich bzw. entlang von Nerven ausbilden.

## Wirkungsmechanismus
Der Wirkstoff ist ein oral bioverfügbarer, niedermolekularer Inhibitor der Mitogen-aktivierten Proteinkinase-Kinasen 1 und 2 (MEK1 und MEK2). Die beiden Kinasen sind Regulatoren im extrazellulären MEK/ERK-Signalweg (MAP-Kinase-Weg), der für die Zellproliferation und Zelldifferenzierung wesentlich ist.
Mirdametinib hemmt in vitro die Kinaseaktivität von MEK1 und MEK2 sowie die die nachgeschaltete Phosphorylierung von ERK. In einem Mausmodell für NF1 verringerte die orale Verabreichung von Mirdametinib die Proliferation von Neurofibromtumoren.

## Medizinische Verwendung

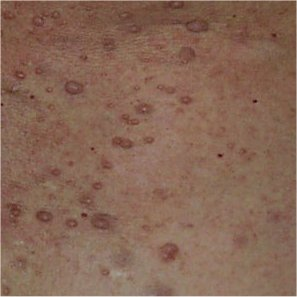
Dermale Neurofibromatose Typ 1

Mirdametinib ist angezeigt zur Behandlung von Erwachsenen und von Kindern ab 2 Jahren mit Neurofibromatose Typ 1, die symptomatische plexiforme Neurofibrome (PN) haben, die sich nicht vollständig chirurgisch entfernen lassen. PN weisen ein höheres Risiko für maligne Entartung auf.
Die Verabreichung erfolgt peroral (Einnahme).

## Nebenwirkungen
Die häufigsten Nebenwirkungen bei Erwachsenen sind Hautausschlag, Durchfall, Übelkeit, Schmerzen des Bewegungsapparats, Erbrechen und Müdigkeit.
Die häufigsten Nebenwirkungen bei Kindern sind Hautausschlag, Durchfall, Schmerzen des Bewegungsapparats, Bauchschmerzen, Erbrechen, Kopfschmerzen, Paronychie, linksventrikuläre Dysfunktion und Übelkeit.

## Klinische Prüfung
Die Zulassung beruht auf den Ergebnissen der multizentrischen, einarmigen Studie ReNeu mit 114 Patienten im Alter ab 2 Jahren mit symptomatischen, inoperablen Neurofibromatose-Typ-1-(NF1)-assoziierten plexiformen Neurofibromen (PN), die eine signifikante Morbidität verursachten.
Das wichtigste Maß für die Wirksamkeit war die bestätigte Gesamtansprechrate (overall response rate, ORR), definiert als der Prozentsatz der Patienten mit vollständigem oder teilweisem Ansprechen (vollständiges Verschwinden oder mindestens 20 % Verringerung des PN-Volumens). Das Ansprechen wurde unter Verwendung einer volumetrischen Analyse mittels Magnetresonanztomographie gemäß den Kriterien für die Bewertung des Ansprechens bei Neurofibromatose und Schwannomatose bewertet. Das Verfahren wurde so modifiziert, dass eine Bestätigung des Ansprechens innerhalb von 2 bis 6 Monaten während der Behandlungsphase mit 24-Zyklen erforderlich war. Die bestätigte ORR betrug 41 % für Erwachsene und 52 % in der pädiatrischen Kohorte.

## Sonstiges
Mirdametinib ist nach Selumetinib ein weiterer Wirkstoff aus der Gruppe der MEK-Inhibitoren, der zur Behandlung von NF1 verwendet wird. Die Zulassung, die neben der Behandlung von Kindern auch die von Erwachsenen umfasst, erfolgte  in den USA im Februar 2025 und in der Europäischen Union im Juli 2025.

## Handelsnamen
Gomekli (USA), Ezmekly (EU)